# Juillac, Corrèze
Juillac (okcitansko Julhac) je naselje in občina v južnem francoskem departmaju Corrèze regije Limousin. Leta 2006 je naselje imelo 1.135 prebivalcev.

## Geografija
Kraj leži v pokrajini Limousin 30 km severozahodno od Brive-la-Gaillarda. Na ozemlju občine izvira 15 km dolga rečica Roseix, desni pritok Loyre.

## Uprava
Juillac je sedež istoimenskega kantona, v katerega so poleg njegove vključene še občine Chabrignac, Concèze, Lascaux, Rosiers-de-Juillac, Saint-Bonnet-la-Rivière, Saint-Cyr-la-Roche, Saint-Solve, Vignols in Voutezac s 4.924 prebivalci.
Kanton Juillac je sestavni del okrožja Brive-la-Gaillarde.
1. ↑  »Populations légales 2016«. Nacionalni inštitut za statistične in gospodarske raziskave. Pridobljeno 25. aprila 2019.